# Bataille de Staten Island
Guerre d'indépendance des États-Unis
Batailles
- Bound Brook
- Short Hills
- Staten Island
- Cooch's Bridge
- Brandywine
- Clouds
- Paoli
- Germantown
- Red Bank
- Gloucester
- White Marsh
- Matson's Ford
- Valley Forge
- Quinton's Bridge
- Crooked Billet
- Barren Hill
- Monmouth

Dans le cadre de la Guerre d'indépendance des États-Unis, la bataille de Staten Island est un raid mené par les troupes de l'Armée continentale dirigée par le major-général John Sullivan contre les troupes britanniques de Staten Island le 22 août 1777. À la suite du départ du lieutenant général britannique William Howe et de ses troupes de New York en juillet, les Américains savent que la position britannique de Staten Island est vulnérable et planifient une attaque contre elle.
Le raid de Sullivan est bien planifié mais il souffre du manque de navires capables d'effectuer la traversée et un de ses détachements, mal dirigé par son guide, se retrouve face à l'adversaire alors qu'il devait débarquer sur ses arrières. De fait, Sullivan ne fait pas autant de prisonniers que prévu et 200 de ses hommes sont capturés. Bien que Sullivan est accusé d'avoir mal dirigé ce raid, une cour martiale l'innocente à la fin de l'année 1777.

## Contexte

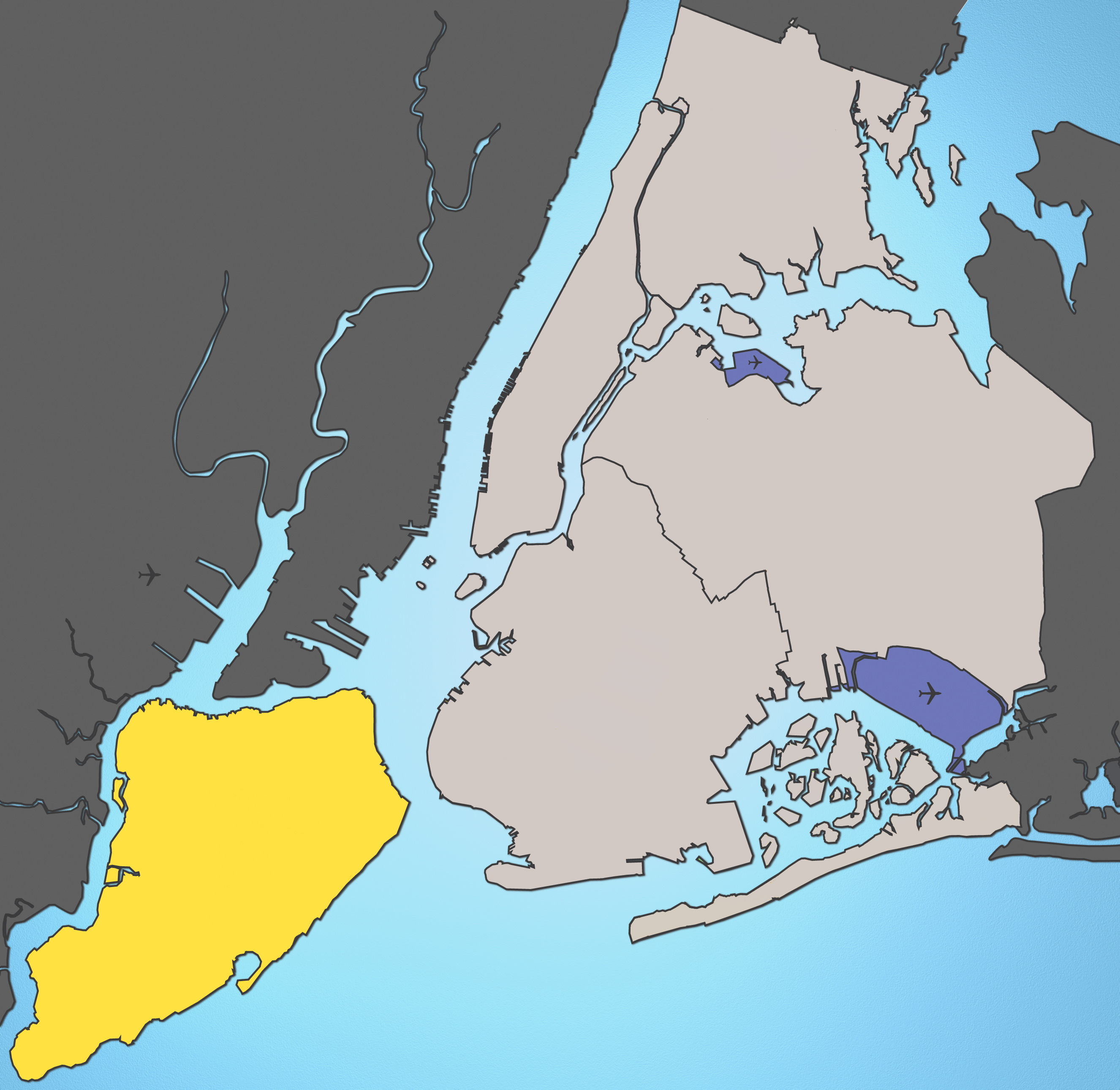
Staten Island en jaune.

En mars 1776, les forces britanniques du général William Howe se retirent de Boston après que le major général George Washington a fortifié les hauteurs surplombant la cité et son port. Avec son armée renforcée par des renforts en provenance d'Europe, le général Howe capture la ville de New York et force Washington à battre en retraite à travers le New Jersey. À la fin de l'année 1776, Washington traverse le fleuve Delaware et surprend les forces allemandes à Trenton avant de reprendre le contrôle de la plupart de l'État du New Jersey. Les deux armées prennent ensuite leurs quartiers d'hiver bien que de nombreuses escarmouches interviennent entre les deux camps avant le début de la campagne de 1777.
Le 23 juillet 1777, après plusieurs mois de préparations et de manœuvres préliminaires dans le New Jersey, le général Howe et son frère, l'amiral Richard Howe, lancent une flotte transportant la majorité de l'armée basée à New York vers le sud, dans le but de capturer la capitale américaine Philadelphie. L'armée doit être débarquée au fond de la baie de Chesapeake avant de se diriger vers le nord et Philadelphie.
Bien que le général Washington est rapidement informé du départ de la flotte, il ignore sa destination. Le 10 août, il apprend qu'elle semble se diriger vers le sud de Philadelphie, peut-être vers Charleston en Caroline du Sud. De fait, il se prépare à faire mouvement vers le nord pour aider le général Horatio Gates à défendre le fleuve Hudson contre le lieutenant général John Burgoyne venant de Québec. Le 21 août, il est alerté que la flotte britannique a été repérée une semaine plus tôt à l'entrée de la baie de Chesapeake. Comprenant le danger qui menace Philadelphie, il donne immédiatement l'ordre à son armée de se diriger vers le sud le plus rapidement possible.

## Prélude

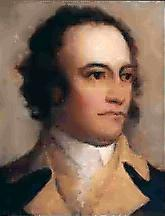
Le major général John Sullivan.

Dans le même temps, Sullivan apprend que le départ de l'armée de Howe laisse Staten Island vulnérable. Il planifie alors un raid contre les Britanniques. Il sait aussi qu'en dépit du fait que la majorité des soldats réguliers britanniques sont positionnés près de la côte nord de l'île, près de 700 miliciens loyalistes du New Jersey sont dispersés le long de la côte ouest faisant face au New Jersey. Le plan de Sullivan est de faire traverser deux groupes de soldats vers Staten Island à partir d'Elizabethtown (aujourd'hui Elizabeth) pour faire des prisonniers parmi les avant-postes de la milice du New Jersey et détruire du matériel. Ensuite, les soldats américains doivent se diriger vers Old Blazing Star Ferry (entre les villes actuelles de Carteret et de Rossville) pour revenir sur le continent.
Les défenses britanniques de l'île sont sous le commandement du brigadier général John Campbell et consiste en des éléments de l'armée régulière du 52e régiment à pied. Ce régiment comprend des mercenaires allemands issus de la principauté de Waldeck et de la principauté d'Ansbach. Ces troupes régulières sont soutenues par des miliciens loyalistes du New Jersey connus sous le nom de Brigade Skinner sous la direction de Cortlandt Skinner. Les hommes de Campbell (y compris les troupes allemandes) comprennent 900 hommes et sont positionnés près de la pointe nord-est de l'île. Les hommes de Skinner dont le nombre est d'à peu près 400 selon les rapports de Skinner sont positionnés dans les avant-postes le long du littoral occidental entre Dester's Ferry et Ward's Point.
C'est de sa base de Hanover dans le New Jersey que Sullivan ordonne le 20 août à ses subalternes de préparer leurs troupes pour une marche le lendemain. Les sources ne décrivent pas la composition des effectifs choisis mais la plupart viennent des divisions de Sullivan soit la 1re et la 2e brigade du Maryland. Ces brigades sont composées de régiments de la Maryland Line. Aux côtés de ces unités figurent des compagnies du 2e régiment canadien et une compagnie de la milice du New Jersey. À l'aube du 21 août, les deux colonnes de 1 000 hommes au total quittent le camp. La première colonne est dirigée par le brigadier général William Smallwood et la deuxième par Sullivan. Cette dernière comprend des troupes dirigées par un officier français, le chevalier Philippe Hubert Preudhomme de Borre. Après avoir atteint Elisabethtown le soir même, ils se reposent quelques heures avant de commencer la traversée le lendemain matin.

## Bataille
Ogden attaque l'avant-poste de Lawrence à l'aube. Il surprend et met en déroute la compagnie de miliciens. Après quelques minutes de combat, il a fait 80 prisonniers et se dirige vers l'avant-poste du lieutenant-colonel Edward Vaughan Dongan dirigeant le 3e bataillon de la Brigade Skinner. Les hommes de Dongan offrent une vive résistance bien que leur chef est mortellement blessé. Ogden est alors obligé de battre en retraite vers le Old Blazing Star où il rejoint le continent avant l'arrivée de Sullivan et Smallwood.
Sullivan attaque lui le 5e bataillon de la brigade Skinner dirigé par le lieutenant-colonel Joseph Barton au New Blazing Star Ferry. Toutefois, les miliciens loyalistes sont alertés de l'attaque et fuient à l'arrivée des forces de Sullivan. Bien que Sullivan ait positionné une partie de ses troupes pour intercepter les fuyards, de nombreux hommes de Barton parviennent à s'enfuir et rejoignent le continent ou se cachent dans les bois et les marécages de l'île. Sullivan capture au total 40 hommes dont Barton. Il envoie par la suite plusieurs de ses soldats vers le quartier général de Skinner mais les forces loyalistes sont trop nombreuses et les Américains battent en retraite.
La colonne du général Smallwood est conduite par son guide face au bataillon loyaliste d'Abraham van Buskirk alors qu'elle devait débarquer sur ses arrières. Toutefois, Smallwood ordonne l'attaque et les hommes de Buskirk fuient avant d'être soutenus par le général Skinner. À ce moment-là, ils se retournent contre les rebelles américains et ces derniers doivent rapidement battre en retraite non sans être parvenus à détruire de l'équipement et du matériel présent dans le camp des loyalistes.
Les forces de Smallwood et de Sullivan se retrouvent près de Richmond, un village du centre de l'île et se dirigent ensuite vers le Old Blazing Star. Sullivan envoie chercher des bateaux pour accélérer la traversée mais sans succès. Il décide alors de faire traverser le fleuve à ses hommes et aux prisonniers en utilisant seulement trois embarcations qu'Ogden a réquisitionnées plus tôt. C'est à cet instant que Skinner et sa compagnie approchent des positions des rebelles américains accompagnés des forces de Campbell. Sullivan ordonne alors aux compagnies des majors Stewart et Tillard de couvrir la retraite. Ces 80 hommes réussissent à contenir les Britanniques malgré leurs assaut résolus jusqu'à ce que l'ensemble des Américains aient traversé. Bien que plusieurs hommes chargés de couvrir la retraite américaine parviennent à s'enfuir, beaucoup sont tués ou faits prisonniers après être arrivés à court de munitions.
Les pertes britanniques sont annoncées par la publication loyaliste Gaine's Mercury le 1er septembre 1777 et s'élèvent à 5 morts, 7 blessés et 84 disparus. Sir Henry Clinton indique aussi que les Britanniques ont fait 259 prisonniers mais l'historien Douglas Southall Freeman donne le nombre de 150 prisonniers. 21 prisonniers américains sont des officiers et l'un d'entre eux est blessé. Le plus haut gradé a figuré parmi les captifs est le lieutenant colonel Edward Antill.

## Sources
- (en) David Martin, The Philadelphia Campaign: June 1777 - July 1778, Cambridge, MA: Da Capo, 2003 (ISBN 9780306812583)
- (en) Ira K. Morris, Morris's Memorial History of Staten Island, New York, Volume 1, New York: Memorial Publishing, 1898
- (en) Thomas McGuire, The Philadelphia Campaign: Brandywine and the Fall of Philadelphia, Mechanicsburg, PA: Stackpole Books, 2006 (ISBN 9780811701785)
- (en) Mark Mayo Boatner, Cassell's Biographical Dictionary of the American War of Independence, 1763–1783, Londres, Cassel & Company Ltd, 1966 (ISBN 0 304 29296 6)